# ダムツァ鉱山
ダムツァ鉱山（ダムツァこうざん、英語: Damtshaa Diamond Mine）は、ボツワナのダイヤモンド鉱山で、フランシスタウンの約220km西方に位置する。ツワナ語で「亀の水」を意味するダムツァの鉱山は、デビアスとボツワナ政府が共同出資するデブスワナによって所有されている。同鉱山は、ボツワナで稼働している4つのダイヤモンド鉱山の中で最も新しく、2003年10月25日に正式に開業された。
ダムツァの採掘現場は露天掘りとなっており、鉱石品位（鉱石のダイヤモンド・貴金属含有量）を変化させる4つのキンバーライト火山筒の頂点に位置する。同鉱山は、31年以上と推定される鉱山寿命で、3900万トンの鉱石を産出し、その鉱石から約500万カラット（1kg）のダイヤモンドを生産する見通しだ。2003年には、ダムツァ鉱山は29万2000カラット（58.4kg）のダイヤモンドを産出した。鉱石品位は、平均すると1トン当たり約0.06カラット（12mg）になる。ダムツァで産出した鉱石は、約20km離れた姉妹鉱山オラパにあるダイヤモンド工場で加工される。また、ダムツァ鉱山はオラパ鉱山の運営下にあって、オラパとレトラカネの安全・環境対策の枠組みに組み込まれており、これはダムツァもISO 14001に認証されていることを意味する。ダムツァは、およそ180人を雇用している。